# 亞美尼亞
亞美尼亞共和國，通稱亞美尼亞，是位於西亞外高加索地區的共和制國家，有時也被視為是東歐的一部分。行政疆界上，亞美尼亞位於黑海與裏海之間，属內陸國家，西鄰土耳其，北鄰格鲁吉亚，東為阿塞拜疆，南接伊朗和阿塞拜疆的飛地納希切萬自治共和國，以埃里溫為首都。亞美尼亞曾经是蘇聯的加盟共和國之一，1991年蘇聯解體时独立。
在4世纪早期（公元301年），亚美尼亚是世界上第一个将基督教视为官方宗教的国家。因此，亚美尼亚经常被称为「第一个基督教国家」
。绝大部分國民信奉基督教的东方正统教会（与衣索比亞和埃及的科普特正教会同宗，非东正教），但因周圍被伊斯蘭國家所包圍著，再加上與鄰國之間的國界爭議問題，成為高加索地區動盪不安的火藥庫地帶。
目前，亞美尼亞與鄰國阿塞拜疆之間存在納戈爾諾－卡拉巴赫的領土爭議問題，自1988年以來一直宣稱亞塞拜然西南部的納戈爾諾-卡拉巴赫（境內大多數居民為信奉基督教的亞美尼亞人）是亞美尼亞領土的一部份，並且支持當地的武装與阿塞拜疆政府對抗，支持在1991年宣布独立但為未被普遍承認的國家的阿爾察赫共和國，曾在1990年代雙方因此問題在邊境發生了軍事对抗，並于2020年10月及2023年再次爆發。而阿爾察赫共和國也於2024年1月1日起被阿塞拜疆吞併。亞美尼亞也因为1915年奧斯曼帝國土耳其民族主義者發動的亞美尼亞種族大屠殺的歷史認知問題與土耳其之間有外交上和對大屠殺事件承認問題上存在爭議，但是近年亞土雙方已透過元首互訪等方式逐漸修復關係、重建溝通對話。亚美尼亚是欧洲委员会和集体安全条约组织一员。

## 国名
亚美尼亚语中对自己国家的称呼最初为哈伊克（转写：Hayk'），但现在已很少使用。现在惯用的称呼是哈亚斯坦（转写：Hayastan），这一名称兴起于中世纪，在原名后面加上了源自波斯语的地名后缀“斯坦”。 “哈亚斯坦”这个名称出现地很早，最早见于5世纪阿加特安格洛斯、拜占庭的帕乌斯托斯、拉扎尔·帕尔佩茨、科里温、塞贝欧斯的作品中。
传统上，亚美尼亚人认为他们的国名源自挪亞的玄孙、亚美尼亚传说中的族长哈伊克（亚美尼亚文：Հայկ，转写：Hayk）之名，根据5世纪史家莫夫塞斯·霍雷纳茨的记载，哈伊格在公元前2492年击败了巴比伦王柏尔（Bel），在亞拉臘地区建国。这一名称的更深层词源则不确定，学者给出了许多猜测。
而全世界大多数国家则使用外名“亚美尼亚”来称呼该国。贝希斯敦铭文（公元前515年）中以古波斯語称该国为阿尔米纳（古波斯语楔形文字：𐎠𐎼𐎷𐎡𐎴，转写：Armina）。希腊人则称其为亚美尼亚（古典希腊语： Ἀρμενία，转写：Armenia），最早见于米利都的赫卡塔埃乌斯的记载（约公元前550年 – 约公元前476年)。 现代大多数国家对亚美尼亚的称呼皆源于此。
一些学者认为“亚美尼亚”之名与青铜时代的阿尔马尼（Armani、Armanum、Armi）、阿尔梅（舒普里亚，Arme）等地名联系起来，但由于无法得知这些国度说的是何种语言，无法确定这种联系，而且只有Arme被认为是在凡湖西岸，属于大亚美尼亚地区，阿尔马尼的位置则不确定，有些学者认为它在萨姆萨特附近，其居民可能至少部分是说印欧语系语言的。亚美尼亚之名也可能与烏拉爾圖文献中的“阿尔米尼”（Armini，即“阿尔梅的居民”或“阿尔梅人国家”）一词有关。
在犹太-基督教世界观下，“亚美尼亚”（Armenia）这一名称被认为是源自哈伊格的后代亚兰（Aram）或是闪的儿子亚兰（挪亞眾子）。

## 歷史

### 古代

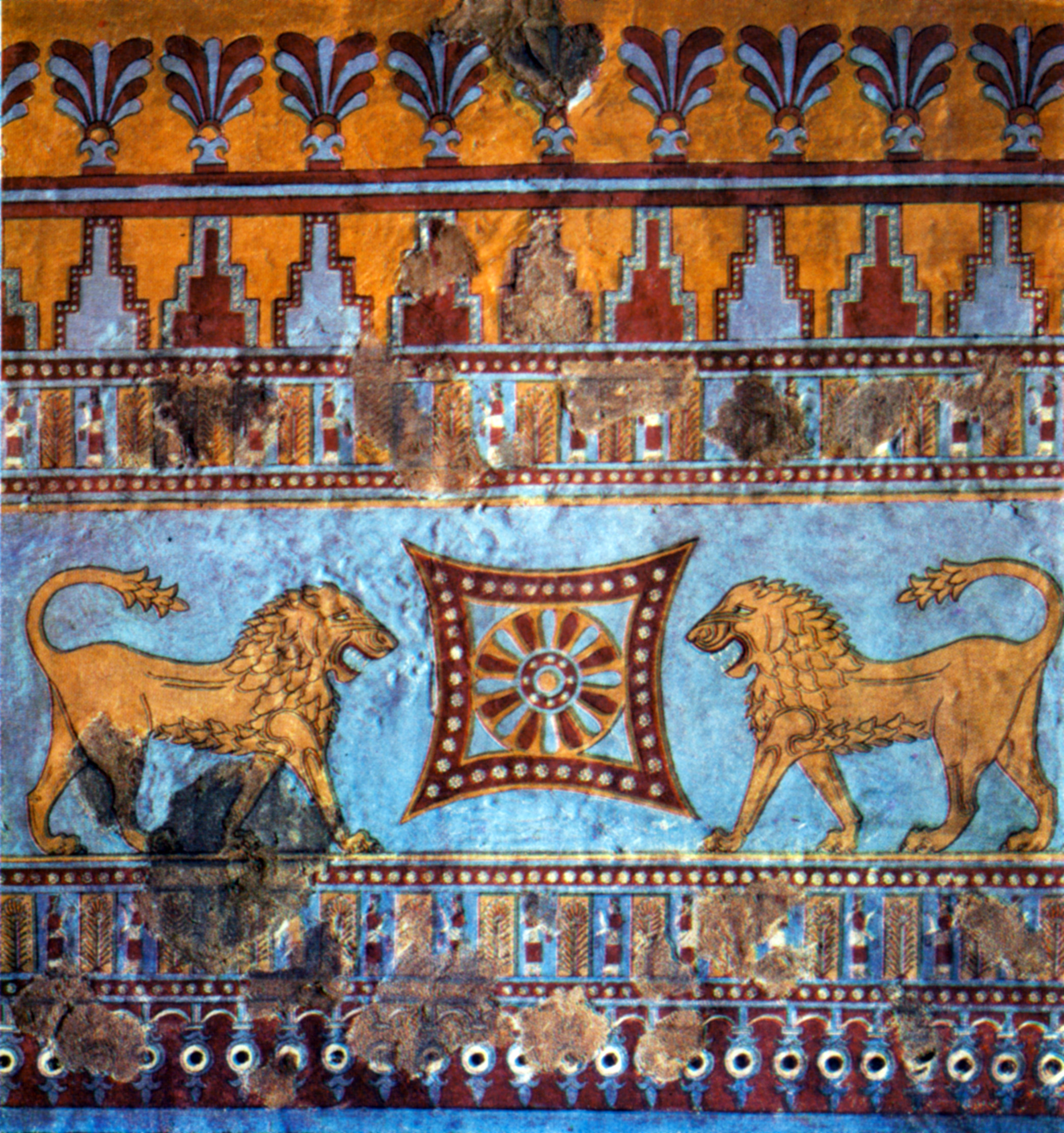
埃瑞布尼城堡壁画

考古證據表明，距今三十二萬年左右，已經有舊石器時代先民在此處生息。因為小高加索山脉橫貫、境內地形崎嶇的亞美尼亞，相傳是希伯来圣经中諾亞方舟在大洪水退去後著陸抵達之處（傳說中諾亞方舟停靠在亞拉拉特山上，這座山位於今日亞美尼亞與土耳其邊境，最高峰在土耳其境內），甚至有說法認為亞美尼亞的首都葉里溫就是由諾亞本人建立的城市。其歷史可以溯源到2500年前，历史上亞美尼亞的传统疆域远远超过当今的疆域，其疆域一度包括今天的高加索地区和土耳其東部的广大区域。后来在外族不断入侵和压迫下，亞美尼亞国的领土日益缩小。在之後的一千年間一直以獨立國家的型態存在，並沒因為羅馬人、波斯人與蒙古人的侵略而消失。
前331年，亞歷山大大帝擊敗了波斯人所建國家阿契美尼德帝國的大流士三世，亞美尼亞從波斯的一省變成馬其頓帝國的一部分。隨著亞歷山大的逝世，馬其頓帝國被瓜分成三塊，其中亞美尼亞屬於塞琉古帝国所統治。前198年，塞琉古帝国被羅馬所擊敗，而亞美尼亞也在這時趁機從中分裂了出來。
前190年，阿爾塔什斯一世建立了阿爾塔什斯王朝，而到了前95年至前65年間，在提格蘭二世的領導之下，亞美尼亞王國成為當時西亞強大的國家之一。其疆域從今天的裏海、地中海一帶一直綿延到埃及。但是，亞美尼亞的光輝並不長久，在之後的千餘年之中，一直輾轉在許多異族的統治下殘存著，卻並沒有真的因此而滅亡。

58年至63年羅馬－安息戰爭首兩年軍隊在亞美尼亞王國的動向，地圖列明羅馬對亞美尼亞的侵攻及格內斯·多米特斯·科布洛攻陷亞美尼亞的詳細情況

首先，在帕提亞帝國（中國古稱安息）與羅馬帝國的东西雙面夾擊下，阿爾塔什斯王朝在1年左右滅亡，而亞美尼亞也在短暫的淪為羅馬的一省後不久，變成羅馬的保護國。至於東亞美尼亞部分則在64年時建立了阿尔沙克王朝，則成為帕提亞的保護國。224年，薩珊王朝滅帕提亞；為了不被波斯人的拜火教所同化，西元301年，亞美尼亞王梯里达底三世定基督教為國教，使得亞美尼亞成為世界上第一個單一宗教國家。405年，亞美尼亞字母被發明。西元428年，阿尔沙克王朝滅亡。之後200年間東亞美尼亞一直被波斯人所統治。450年和482年，东亚美尼亚爆发了两次反对波斯人统治的全民起义，虽然惨遭失败，但最终迫使波斯帝国做出让步，亚美尼亚恢复了实际上的自治地位并可以保持基督教信仰。發起两次起义的统帅都屬於亞美尼亞知名的馬米科尼揚家族。

### 中世纪

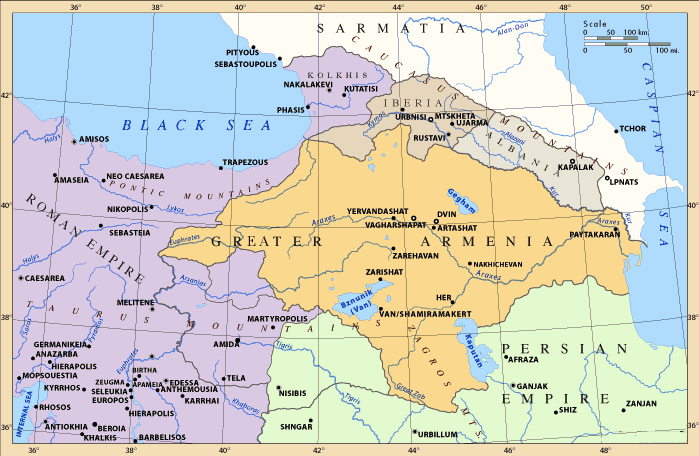
4世紀的亞美尼亞王國（299–387年），夾在羅馬帝國與薩珊波斯之間，此時的亞美尼亞人快速地從祆教轉為基督教

680年波斯被阿拉伯所滅，阿拉伯人入侵亚美尼亚，阿拉伯人強迫亞美尼亞人改信伊斯蘭教，但沒有成功，亚美尼亚王公名义上臣服于阿拉伯帝国并保持自治；884年，阿硕特一世（属巴格拉提德王朝）加冕为亚美尼亚国王，重建亚美尼亚国家。之后亚美尼亚王国逐渐分裂为几个承认国王最高地位的小邦，1045年，拜占庭帝国占领国都阿尼，终结了亚美尼亚王国，其他几个小邦也陆续被拜占庭帝国吞并。
拜占庭帝国的统治也很短暂，1071年拜占庭军在曼齐克特战役中被塞尔柱突厥人击败，亚美尼亚故地（大亚美尼亚）被塞尔柱帝国占领。许多亚美尼亚貴族逃入名义上仍属拜占庭帝国，实际自治的奇里乞亚地区（又稱小亞美尼亞或西亞美尼亞），其中一位贵族鲁本一世于1080年起兵反抗拜占庭帝国，逐渐统一了奇里乞亚，1198年其后代加冕为王，建立奇里乞亚亚美尼亚王国。奇里乞亞亚美尼亚與蒙古伊兒汗國保持著友好關係，也對十字軍友好並提供援助。1375年被马穆鲁克苏丹国攻灭。1393年，最後一位西亚美尼亚國王莱翁六世在法國巴黎去世。
12世纪，塞尔柱人对亚美尼亚本部的统治开始动摇，贵族扎卡里王朝开始反抗敌人，并在格鲁吉亚王国的帮助下恢复了部分领土与旧都阿尼，成为格鲁吉亚的附属国。亞美尼亞被喬治亞王國佔領，亞美尼亞人視喬治亞人為解放者。13世纪30年代蒙古帝国占领了亚美尼亚，扎卡里王朝转而成为蒙古人的附庸。

### 近代早期

亞美尼亞人組成的封建諸王國（西元1000年）

继蒙古人之后，黑羊王朝、帖木儿帝国、白羊王朝等游牧政权相继入侵亚美尼亚，带来了巨大的破坏，扎卡里王朝也被消灭。
1502年，伊朗的萨非王朝占领亚美尼亚，之后又被迫将西亚美尼亚割让给奥斯曼帝国，此后两国曾多次发动战争争夺亚美尼亚地区。16世纪中叶以后，土耳其人与伊朗人多次爆发战争，在外高加索形成了东西对峙的局面，土耳其占领着西格鲁吉亚和西亚美尼亚，并两度攻占阿塞拜疆；伊朗占领着东格鲁吉亚、东亚美尼亚和全部的阿塞拜疆。1828年，東亞美尼亞被沙俄從波斯手中夺取，許多亞美尼亞人因此迁至东亞美尼亞。地域广阔的西亚美尼亚地区长期处在土耳其人的统治下，信仰基督教的亚美尼亚人则长期沦为二等公民齊米，并不断遭到土耳其帝国当局的迫害。

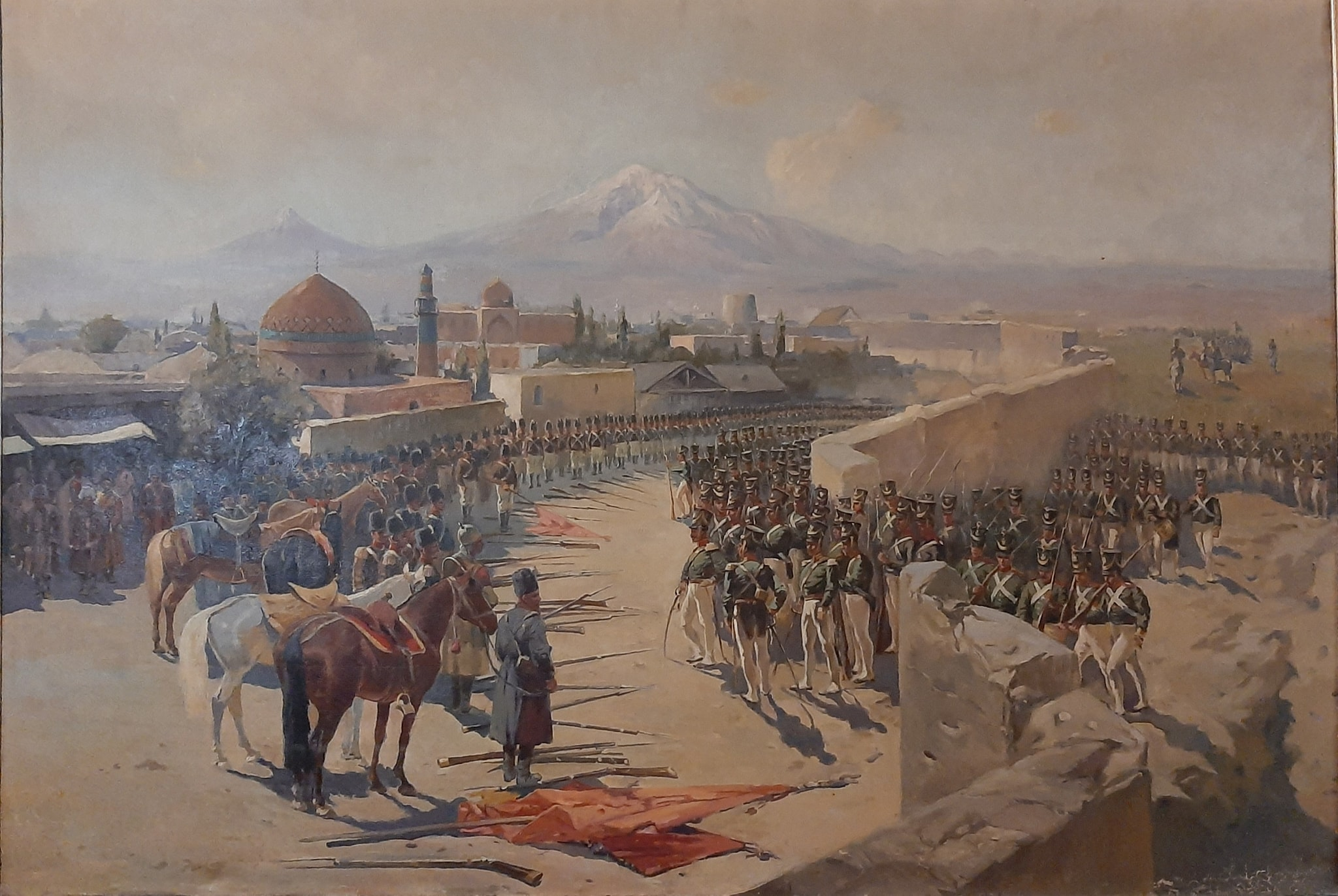
1827年俄军从伊朗卡扎尔王朝手中夺取埃里温

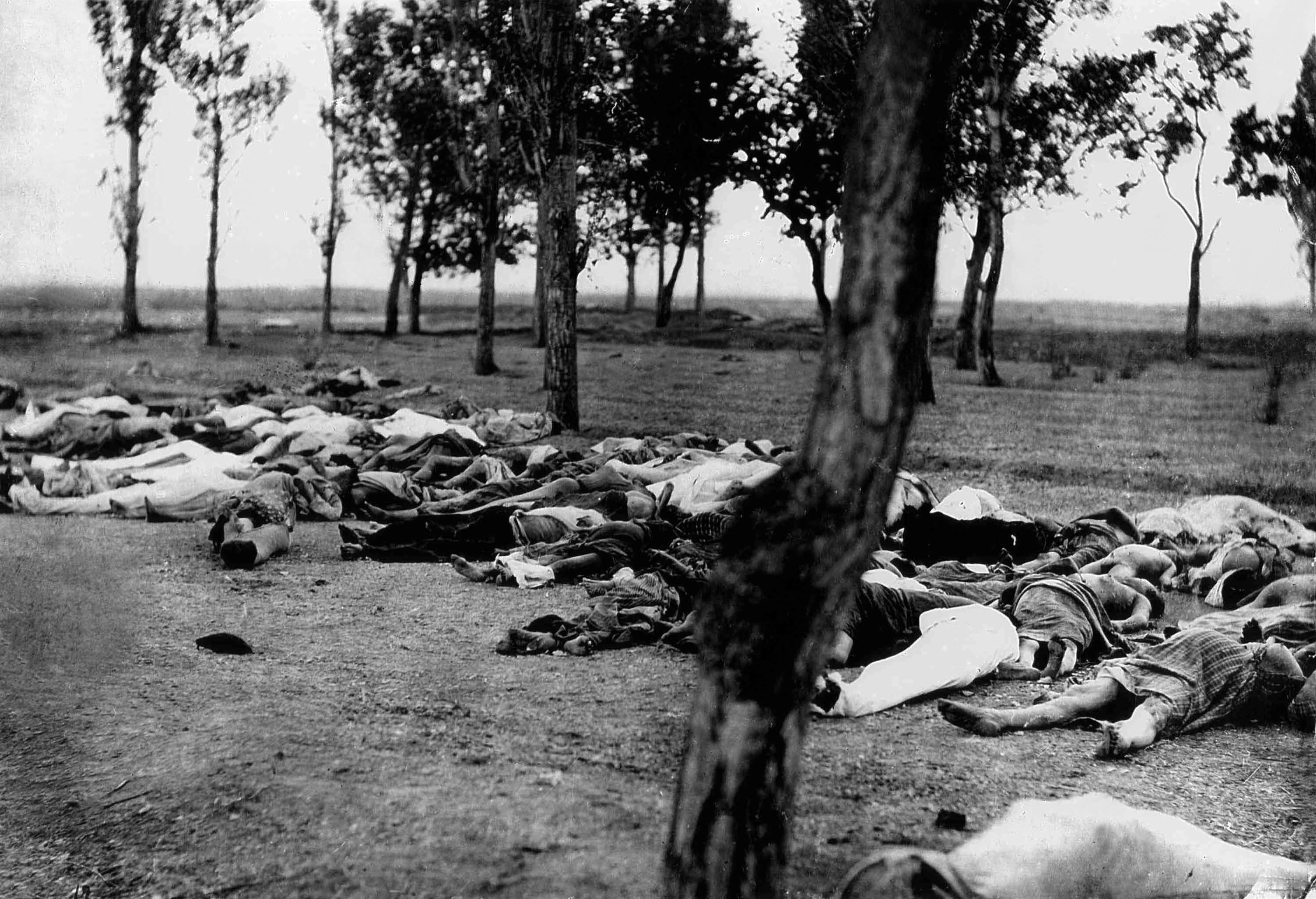
亚美尼亚大屠杀在1915年的受害者

1813年与1828年两次被俄国击败后，伊朗的卡扎尔王朝被迫将其辖下的亚美尼亚地区割让给俄国，这些土地从此被俄罗斯统治，构成了今日亚美尼亚的国土。

### 近现代
1915年至1918年間，正處於第一次世界大戰的鄂圖曼土耳其政府因為害怕亞美尼亞人叛亂，对居住在土耳其鄂圖曼帝国控制区内的亚美尼亚人进行了种族大屠杀，估计死亡人数高低不等，少则接近100万，高则达150万。此外数以万计的亚美尼亚人被迫流亡海外。
1917年俄罗斯帝国崩溃后，高加索地区陷入混乱，1918年成立了外高加索民主聯邦共和國，但该政权只持续了三个月，1918年5月28日，亚美尼亚宣布独立，建立了亚美尼亚第一共和国。1920年协约国与奥斯曼帝国签订了《塞夫尔条约》，将奥斯曼之下的西亚美尼亚划给亚美尼亚共和国，但新生的安卡拉土耳其政权不承认《塞夫尔条约》，于1920年出兵夺取了条约中割给亚美尼亚的领土，同时红军进入外高加索，于1920年12月4日进入埃里温，变亚美尼亚民主共和国为苏维埃政权。

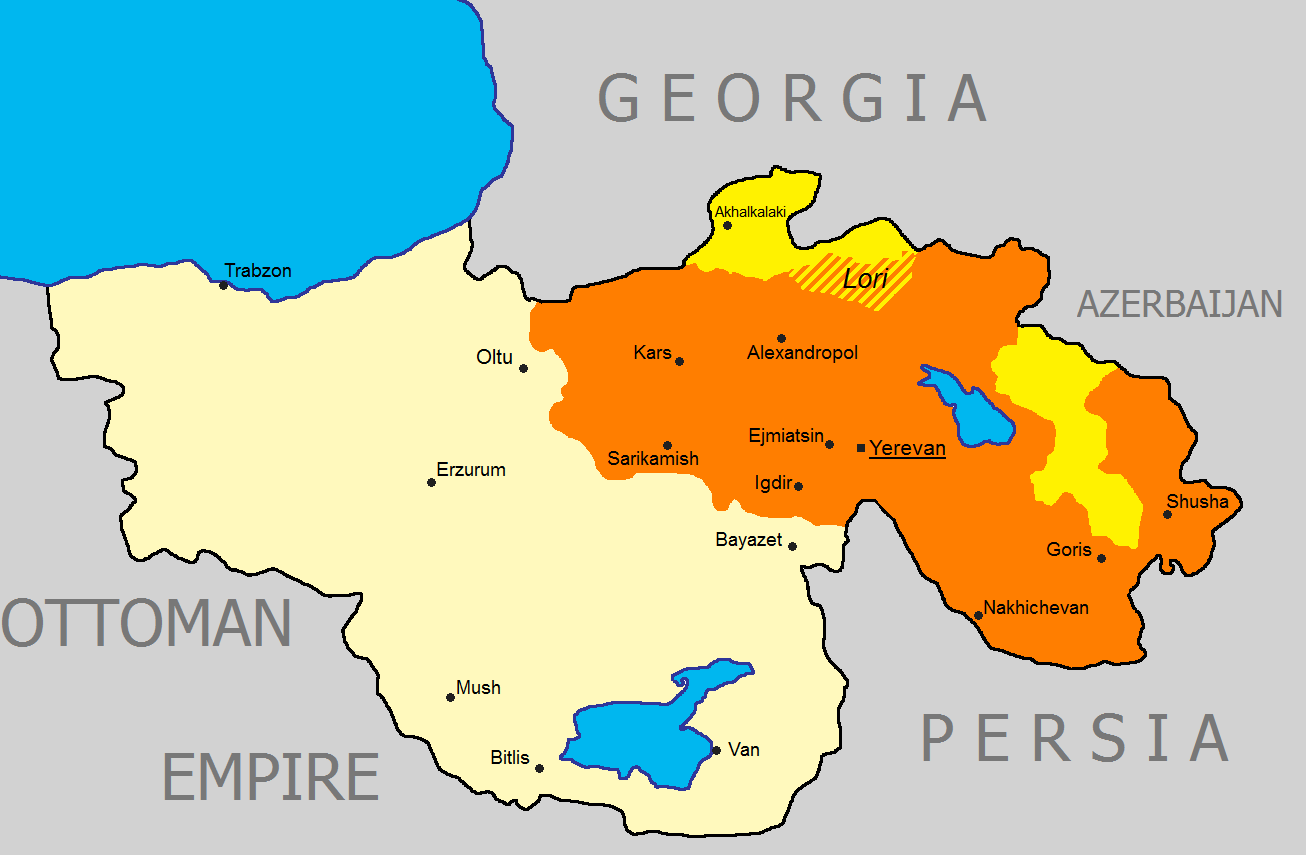
实际控制区域
宣称拥有主权但未实际控制区域
《色佛尔条约》中划分给亚美尼亚，但未实际控制区域

1921年3月，苏俄与土耳其在莫斯科签订《卡尔斯条约》，苏俄收回布列斯特-立陶夫斯克條約割让的巴统并划归格鲁吉亚，承认阿尔达罕和卡尔斯为土耳其领土（西亚美尼亚的被割让领土包括亚美尼亚民族的“圣山”——亞拉臘山）。1922年12月亞美尼亞蘇維埃作为外高加索苏维埃联邦社会主义共和国的一部分加入苏联。1936年外高加索联邦解散，亚美尼亚苏维埃社会主义共和国正式成为苏联的加盟共和国。

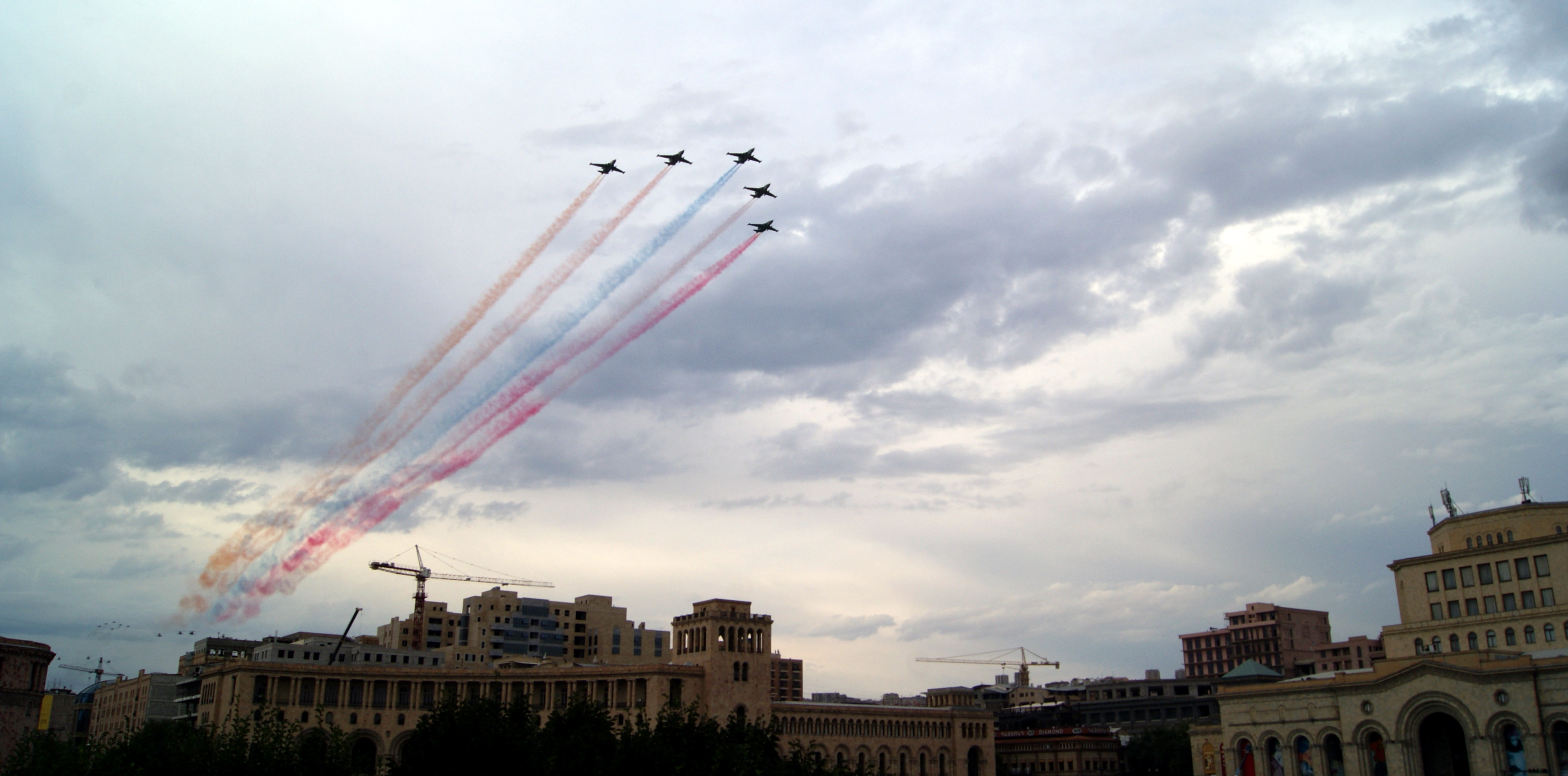
亚美尼亚独立25周年纪念活动

蘇聯時代的亞美尼亞，曾在1988年12月7日發生一場毁灭性大地震，奪去了2.5萬亞美尼亞人的生命，50萬人無家可歸，無數建設毀壞，再加上同年納戈爾諾-卡拉巴赫地區爆發衝突，更顯雪上加霜。當時有許多西方民間團體曾發起大規模的募款賑災活動援助災區的居民。
亞美尼亞在1991年9月23日宣告從蘇聯獨立，再度恢復了獨立國家的身份。並且旋即在12月21日加入独联体。
2020年9月至11月，亞塞拜然和亞美尼亞在納卡地區發生衝突，不同於1988年，亞塞拜然軍隊在40幾天內奪回了部分納卡地區以及原本被亞美尼亞佔領的亞塞拜然部分地區。

## 行政區劃
亚美尼亚全国划分為10個州和1個州级市（首都葉里溫）。州再下分為市鎮，首都葉里溫也视为一个市镇。

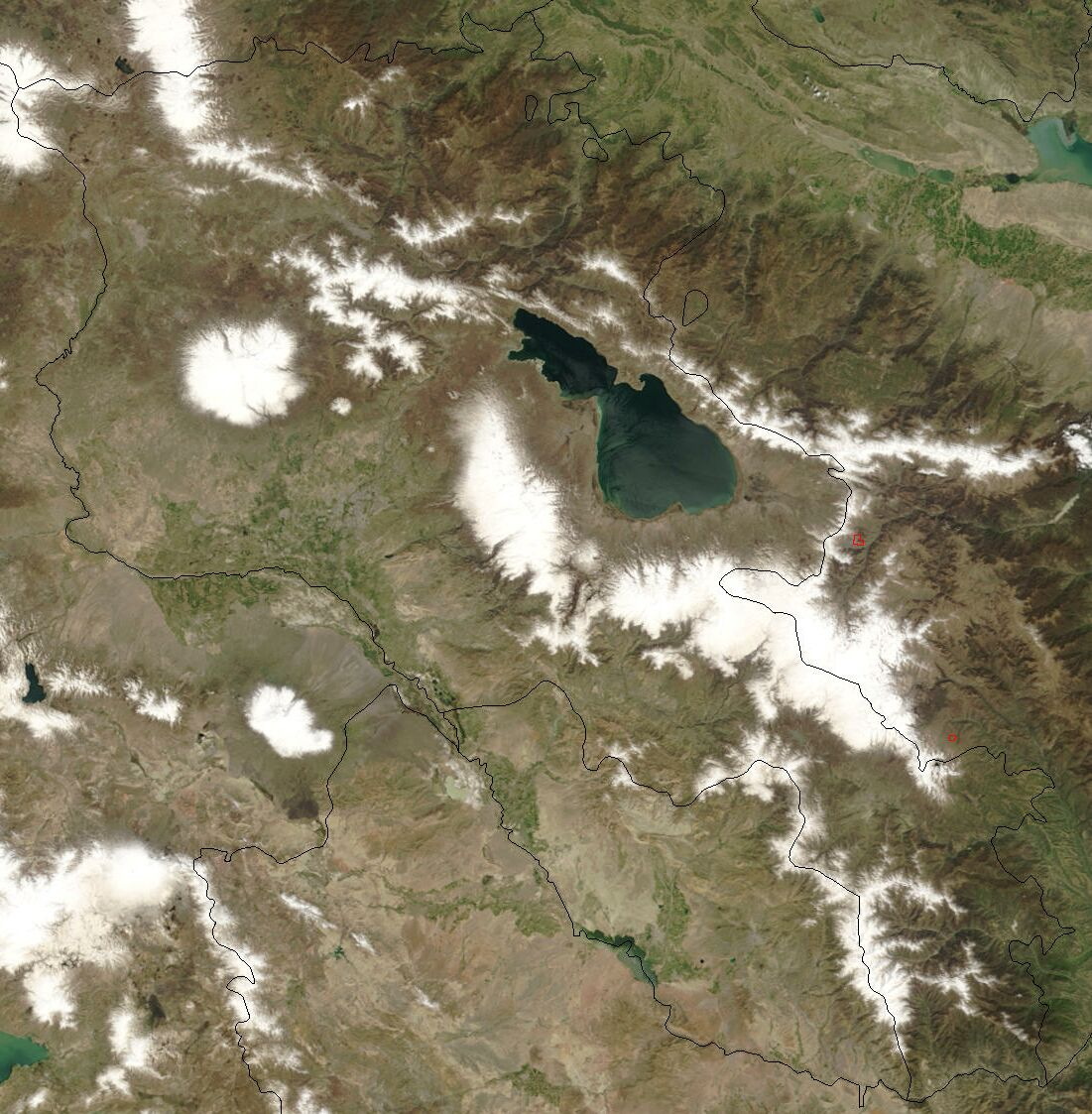
拍摄于2003年的亚美尼亚卫星地形图
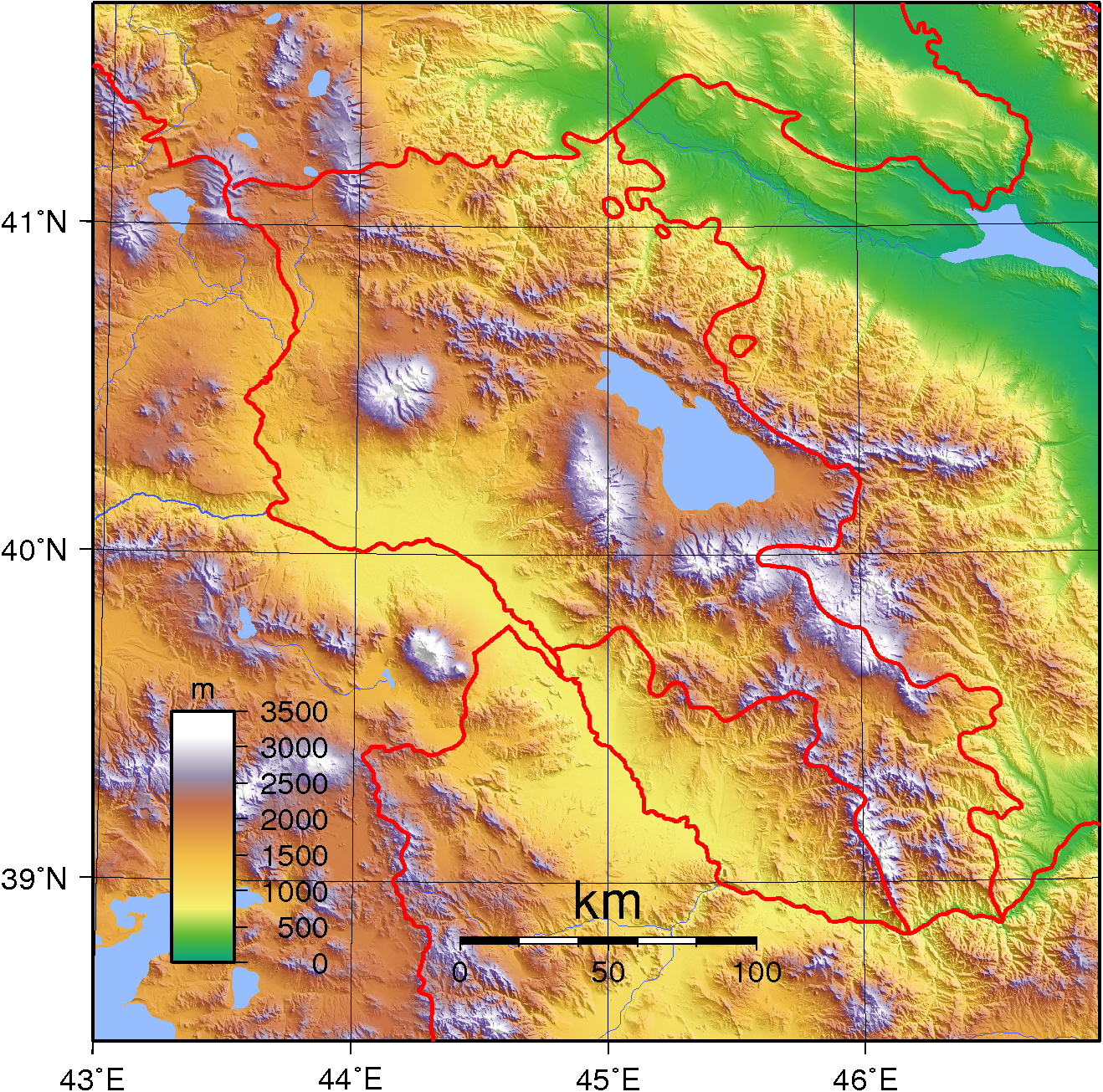
國界地形圖
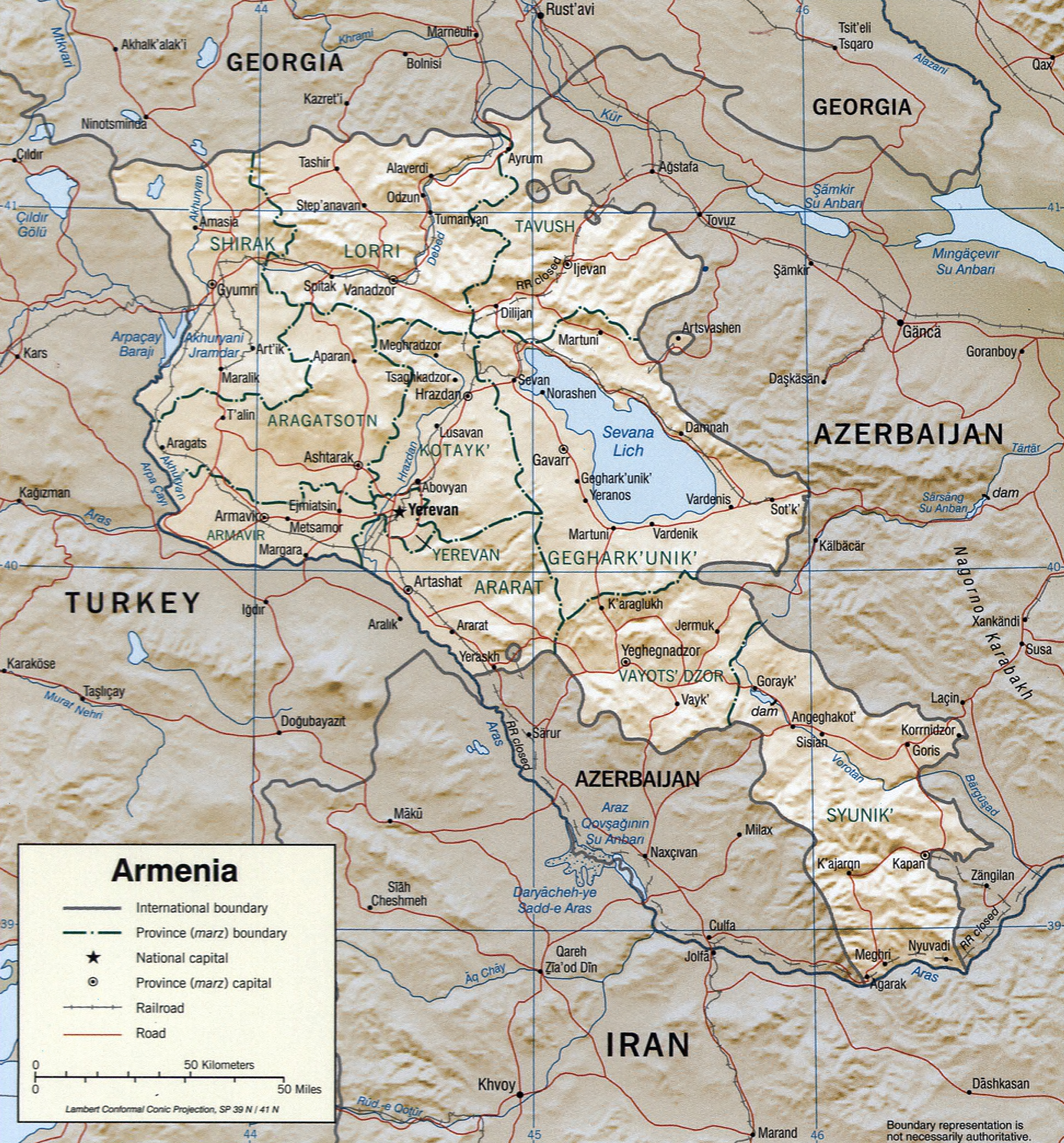
2002年亞美尼亞地圖

## 地形及气候
亚美尼亚位于西亚外高加索的南部、亚美尼亚高原的东北部，面积29800平方公里。其西与土耳其，北与格鲁吉亚、东与阿塞拜疆、南与伊朗接壤。境内多高山，90%多的地区海拔1000米以上，崇山峻嶺向南一直绵延到土耳其境内。地理最高点是西北高地上的阿拉加茨山，海拔4090米。东部有塞凡洼地，洼地中的塞凡湖面积1360平方公里，为亚美尼亚境内最大的湖。主要河流为阿拉克斯河。
气候属亚热带高山气候，干燥寒冷是其主要特色。1月平均气温攝氏-2～12度；7月平均气温攝氏24～26度。

## 政治
亞美尼亞總統是亞美尼亞的國家元首，任期五年，可連任一次，由國民直接選舉選出。而大多數行政權力則是亞美尼亞總理負責，由議會多數選舉產生。亞美尼亞共和國國民議會是亞美尼亞的立法機關，任期五年。

## 外交
亞美尼亞因納戈爾諾-卡拉巴赫主權問題与阿塞拜疆交惡，也因歷史上的亞美尼亞種族大屠殺問題和宗教因素與土耳其交惡，整體外交立場較偏俄系。另外，巴基斯坦是現今聯合國會員國中唯一一個不承認亞美尼亞為國家的成員。
亚美尼亚是联合国、独联体、世界卫生组织、國際貨幣基金組織、世界银行等国际组织的成员国。
2025年8月8日亞美尼亞總理帕辛揚（Nikol Pashinyan）和阿塞拜疆總統阿利耶夫（Ilham Aliyev）“將與特朗普一同在白宮，舉行正式的阿塞拜疆和亞美尼亞關於建立和平與國家間關系的協議和平簽署儀式”，握手並簽署聯合和平宣言，結束兩國30多年的衝突。兩國並同意建立一條交通走廊，命名為川普國際和平與繁榮之路（TRIPP）。川普又指兩國會開放貿易、旅遊及外交關係，並尊重彼此的主權與領土完整。

## 经济
亚美尼亚独立后，由于跟前苏联国家经济联系中断，亞美尼亞與東邊鄰國亞塞拜然一直因為領土爭議而不合，這樣的作法導致鄰國的土耳其與亞塞拜然因此將通往亞美尼亞的鐵路與輸油管完全封鎖，讓本身資源已經不是很充足的亞美尼亞，變得更加貧困，纳卡战争后遭受的封锁导致经济一路下滑。2000年起有所回升。2002年12月加入世界贸易组织。2004年经济快速增长，国内生产总值增幅达10.1%。2005年，进一步推进企业私有化进程，大力吸引外资，有效保持了经济增长势头。2005年前三个季度国内生产总值为31亿美元，同比增长11.6%。2013年，亞美尼亞人均GDP為3,173美元，是南高加索三國中最低的，只有世界平均水準的約30%。

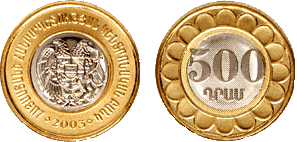
2003年发行的500德拉姆硬币

工业是国民经济的主导产业。有有色冶金、化学和机器制造等部门，食品工业也较发达。
农业仅次于工业，主要经济作物是葡萄和其他水果，也种植一些小麦和馬鈴薯等，農業生產只集中在首都附近的低地地帶。
90年代以来商业服务行业萧条。近年，在经济整体恢复的带动下，服务行业有所发展。
亚美尼亚旅游业发展较快。2004年旅游人数达26.27万，较上年增长27.5％。旅游业收入为2.1亿美元，占GDP的5.9%。主要旅游景点有首都埃里温和塞凡湖自然保护区。

## 文化

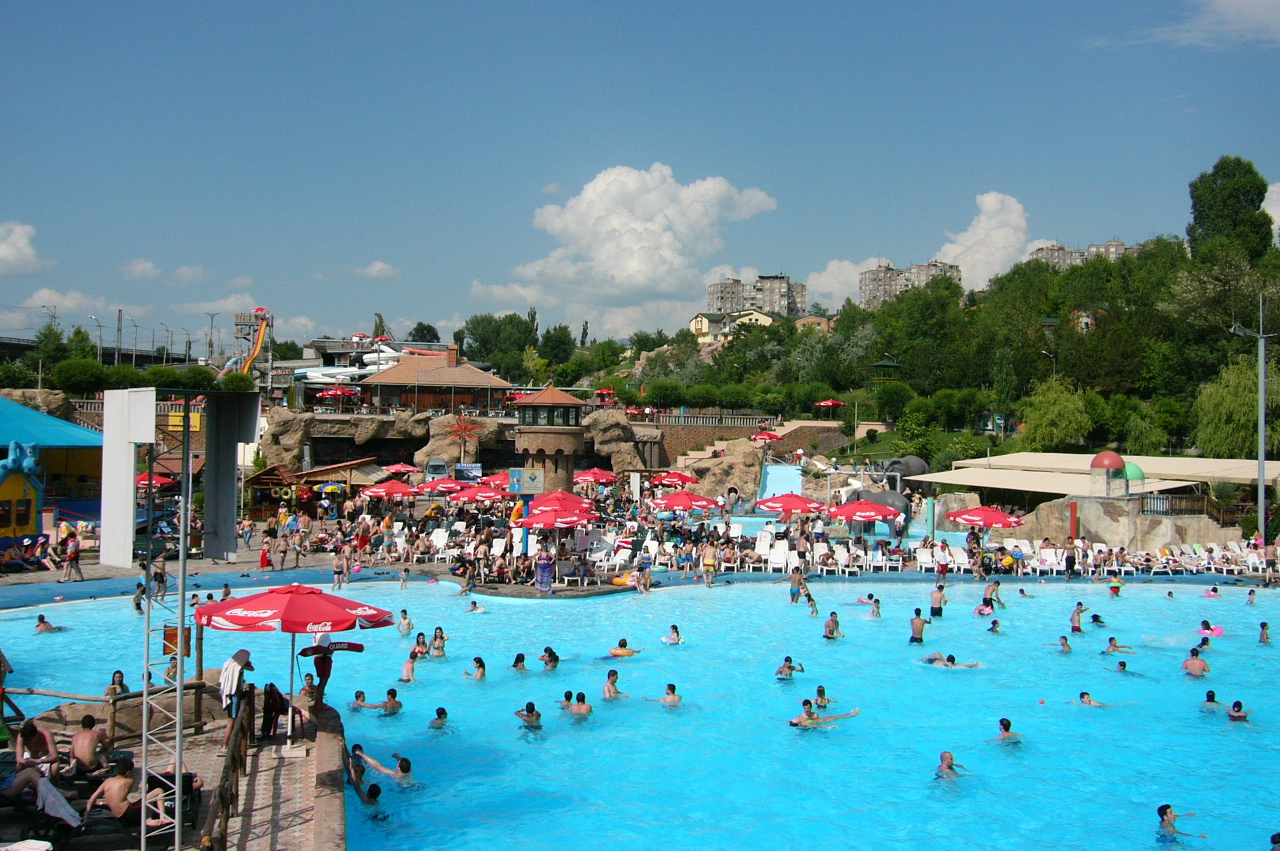
水世界主題公園

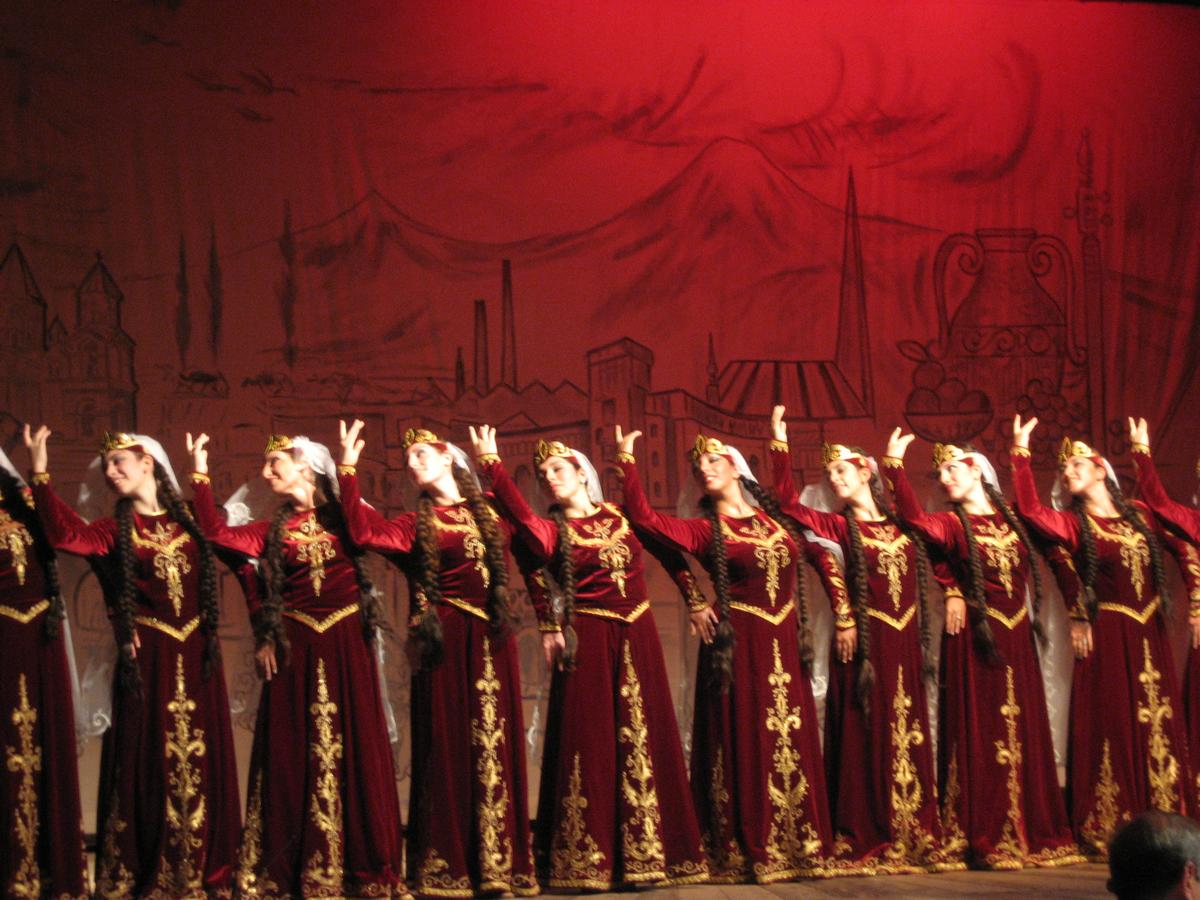
亞美尼亞传统舞蹈

### 节日
| 日期     | 名稱                             | 由來                                               |
| -------- | -------------------------------- | -------------------------------------------------- |
| 1月1日   | 新年                             | 西历新年                                           |
| 1月6日   | 聖誕節                           | 基督宗教节日，亞美尼亞使徒教會纪念耶穌诞生的日子   |
| 4月24日  | 亚美尼亚种族大屠杀纪念日         | 纪念1915年土耳其奥斯曼帝国对亚美尼亚人实施种族灭绝 |
| 5月28日  | 第一共和国成立日                 | 紀念1918年第一共和国成立                           |
| 7月5日   | 宪法日                           | 纪念1995年7月5日亚全民公决通过新宪法               |
| 9月21日  | 亚美尼亚共和国独立日             | 纪念1991年9月21日亚全民公决，正式宣布独立          |
| 12月7日  | 悼念1988年亞美尼亞大地震死难者日 | 纪念1988年大地震的死难者                           |
| 12月31日 | 除夕日                           | 西曆（格里曆）紀年的最後一天                       |

### 教育
亚美尼亚的教育体制包括学前教育、普通中小学教育、职业技术教育、中等专业教育和高等教育。普通中小学实行免费教育，大学对国家计划内的学生实行免费教育。主要高等院校有埃里温国立大学、埃里温工学院等。埃里温国立大学创立于1919年。2001～2002学年度该学校共有10500名在校生，1200名教师。

### 體育
亞美尼亞流行的運動包括角力、舉重、柔道、足球、西洋棋和拳擊。亞美尼亞山區的地形提供了滑雪和運動攀登等運動絕佳的發展機會。身為一個內陸國，只能在湖泊進行水上活動，尤其是塞凡湖。亞美尼亞的西洋棋、角力和舉重都在國際上佔有一席之地。亞美尼亞是國際體育界一個積極的成員，是歐洲足球協會聯盟和國際冰球總會的正式成員。

### 媒体
亚美尼亚最早的本土媒体为1858年于西亚美尼亚瓦拉加万克修道院（今土耳其凡城）创立的《瓦斯普拉坎之鷹》。现代亚美尼亚有主要报纸有《亚美尼亚之声》、《民族报》、《亚美尼亚时报》等。主要电视和广播为亚美尼亚公共广播电台和亚美尼亚公共电视台。最大通讯社为亚通社。

#### 发射台
美国的自由欧洲电台、俄罗斯的俄罗斯之声、日本的NHK在亚美尼亚有一个中波中继站，使用中波向中亚、西亚以大功率发射机进行转播。俄罗斯之声、开放北朝鲜放送、家庭电台（美国加州）、自由朝鲜之声等也在租用亚美尼亚的短波中继站进行广播。2011年4月12日，中国国际广播电台亚美尼亚分台在亚首都埃里温开播。

## 社会发展

### 城市
| 亚美尼亚最大城市排名 2011年预计 | 亚美尼亚最大城市排名 2011年预计 | 亚美尼亚最大城市排名 2011年预计 | 亚美尼亚最大城市排名 2011年预计 | 亚美尼亚最大城市排名 2011年预计 | 亚美尼亚最大城市排名 2011年预计 | 亚美尼亚最大城市排名 2011年预计 | 亚美尼亚最大城市排名 2011年预计 | 亚美尼亚最大城市排名 2011年预计 | 亚美尼亚最大城市排名 2011年预计 |
|                                 | 排名                            | 名称                            | 州份                            | 人口                            | 排名                            | 名称                            | 州份                            | 人口                            |                                 |
| ------------------------------- | ------------------------------- | ------------------------------- | ------------------------------- | ------------------------------- | ------------------------------- | ------------------------------- | ------------------------------- | ------------------------------- | ------------------------------- |
| 葉里溫 久姆里                   | 1                               | 葉里溫                          | 葉里溫                          | 1,060,138                       | 11                              | 恰伦察万                        | 科泰克                          | 25,100                          | 瓦纳佐尔 瓦加尔沙帕特           |
| 葉里溫 久姆里                   | 2                               | 久姆里                          | 希拉克                          | 146,100                         | 12                              | 戈里斯                          | 格加尔库尼克                    | 23,100                          | 瓦纳佐尔 瓦加尔沙帕特           |
| 葉里溫 久姆里                   | 3                               | 瓦纳佐尔                        | 洛里                            | 105,000                         | 13                              | 马西斯                          |                                 | 22,500                          | 瓦纳佐尔 瓦加尔沙帕特           |
| 葉里溫 久姆里                   | 4                               | 瓦加尔沙帕特                    |                                 | 57,600                          | 14                              | 塞凡                            | 格加尔库尼克                    | 21,900                          | 瓦纳佐尔 瓦加尔沙帕特           |
| 葉里溫 久姆里                   | 5                               | 赫拉茲丹                        | 科泰克                          | 53,400                          | 15                              |                                 |                                 | 20,900                          | 瓦纳佐尔 瓦加尔沙帕特           |
| 葉里溫 久姆里                   | 6                               |                                 | 科泰克                          | 46,800                          | 16                              | 阿什塔拉克                      | 阿拉加措特恩                    | 20,800                          | 瓦纳佐尔 瓦加尔沙帕特           |
| 葉里溫 久姆里                   | 7                               | 卡潘                            | 休尼克                          | 45,500                          | 17                              | 伊杰万                          | 塔武什                          | 20,700                          | 瓦纳佐尔 瓦加尔沙帕特           |
| 葉里溫 久姆里                   | 8                               |                                 |                                 | 33,900                          | 18                              | 阿尔蒂克                        | 希拉克                          | 17,400                          | 瓦纳佐尔 瓦加尔沙帕特           |
| 葉里溫 久姆里                   | 9                               | 加瓦尔                          | 格加尔库尼克                    | 25,800                          | 19                              | 锡西安                          | 休尼克                          | 16,800                          | 瓦纳佐尔 瓦加尔沙帕特           |
| 葉里溫 久姆里                   | 10                              | 阿尔塔沙特                      |                                 | 25,600                          | 20                              | 阿拉韦尔迪                      | 洛里                            | 15,800                          | 瓦纳佐尔 瓦加尔沙帕特           |

### 健康
2006年的出生时预期寿命男性和女性分别为70岁和76岁。2004年，卫生支出约占国内生产总值的5.6%，其中大部分除去私人部门。2006年，人均政府健康开支为每人112美元。

## 人口民族和宗教
2005年有人口321.57万。在民族上，亚美尼亚族是主体民族，占93.3%，其他有俄罗斯人、雅兹迪人（库尔德人的一支）、亚述人、乌克兰人、希腊人等。官方语言为亚美尼亚语，俄语的使用也極普遍。亚美尼亚是历史最悠久的传统基督教国家。自中世纪以来，由于亚美尼亚人仍然坚持信仰基督教，则不断受到周边伊斯兰教徒的迫害和屠杀。现在，亚美尼亚使徒教会是亚美尼亚国内的主要教派，另外还有少数人信奉亞美尼亞禮天主教會、羅馬禮天主教會、東正教會（信徒一般為國内的俄裔、烏克蘭裔人士）、雅兹迪教派、巴哈伊教等。

### 人口统计

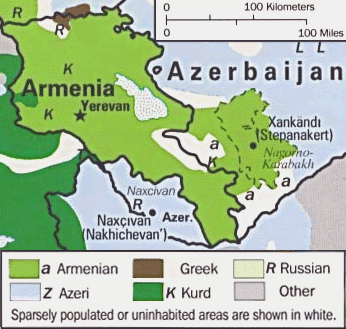
亚美尼亚以及周边民族分布

亚美尼亚人口3238000（2008年统计），是人口第二稠密的前苏联国家。苏联解体后，人口出现下降，移民水準升高。然而，过去几年中，移民水準已经恢复平稳，人口稳定增长。

### 侨民
由于发生在20世纪初期奥斯曼帝国时，土耳其实施的亚美尼亚种族大屠杀导致亚美尼亚人在奥斯曼帝国境内的众多人口大减，许多亚美尼亚人逃亡到世界各地，因此亚美尼亚发展出了庞大的海外社区。散居在世界各地的亚美尼亚侨民约800万人，大大超过该国本身的300万人口。最大的海外亚美尼亚人社区位于俄罗斯、法国、伊朗、美国、格鲁吉亚、叙利亚、黎巴嫩、阿根廷、澳大利亚、加拿大、希腊、塞浦路斯、以色列、波兰和乌克兰。有4万至7万名亚美尼亚人在土耳其居住，主要集中在伊斯坦布尔及周边地区。
此外，约有1000名亚美尼亚人居住在耶路撒冷老城亚美尼亚区，那里有曾经是大型社区的遗址。位于意大利威尼斯潟湖的岛屿圣·拉扎罗·得利·阿尔梅尼，被亚美尼亚天主教会一修道院Mechitarists完全占领。此外，约13.9萬名亚美尼亚人生活在纳戈尔诺－卡拉巴赫共和国，是那里的第一大民族。19世纪末至20世纪上半叶，也有不少亚美尼亚人移民中国，这些移民绝大部分于20世纪五六十年代离开中国。

### 族群
亚美尼亚族占97.9%，其次是占1.3%的雅茲迪人和占0.5%的俄罗斯人。其他少数民族有亚述人、乌克兰人、黑海希腊人（通常高加索希腊人）、库尔德人、格鲁吉亚人和白俄罗斯人。瓦拉几人、摩尔多瓦人、奧塞梯人、尤迪人和塔特人设立了小社区，还有被俄罗斯化的波兰人和德裔高加索人。
苏联时期，阿塞拜疆人历史上为该国第二大族群（1989年大约占2.5%）。然而，由于纳戈尔诺卡拉巴赫战火不断，几乎所有的阿塞拜疆族人移回了阿塞拜疆。相對，亚美尼亚接收了大量从阿塞拜疆涌入的亞美尼亞族难民，使得亚美尼亚國內的主體民族的比例更高。

### 语言
亚美尼亚语是唯一的官方语言。由于此前属于苏联国家，俄语在亚美尼亚仍有广泛应用，实际上可看做第二语言。2013年的一项调查显示，95%的亚美尼亚人具备俄语知识（24%高级，59%中级），40%具备英语知识（4%高级、16%中级、20%初学）。然而，更多的成年人（50%）认为公立中学应该用英语授课，而倾向于俄语的有44%。

### 宗教

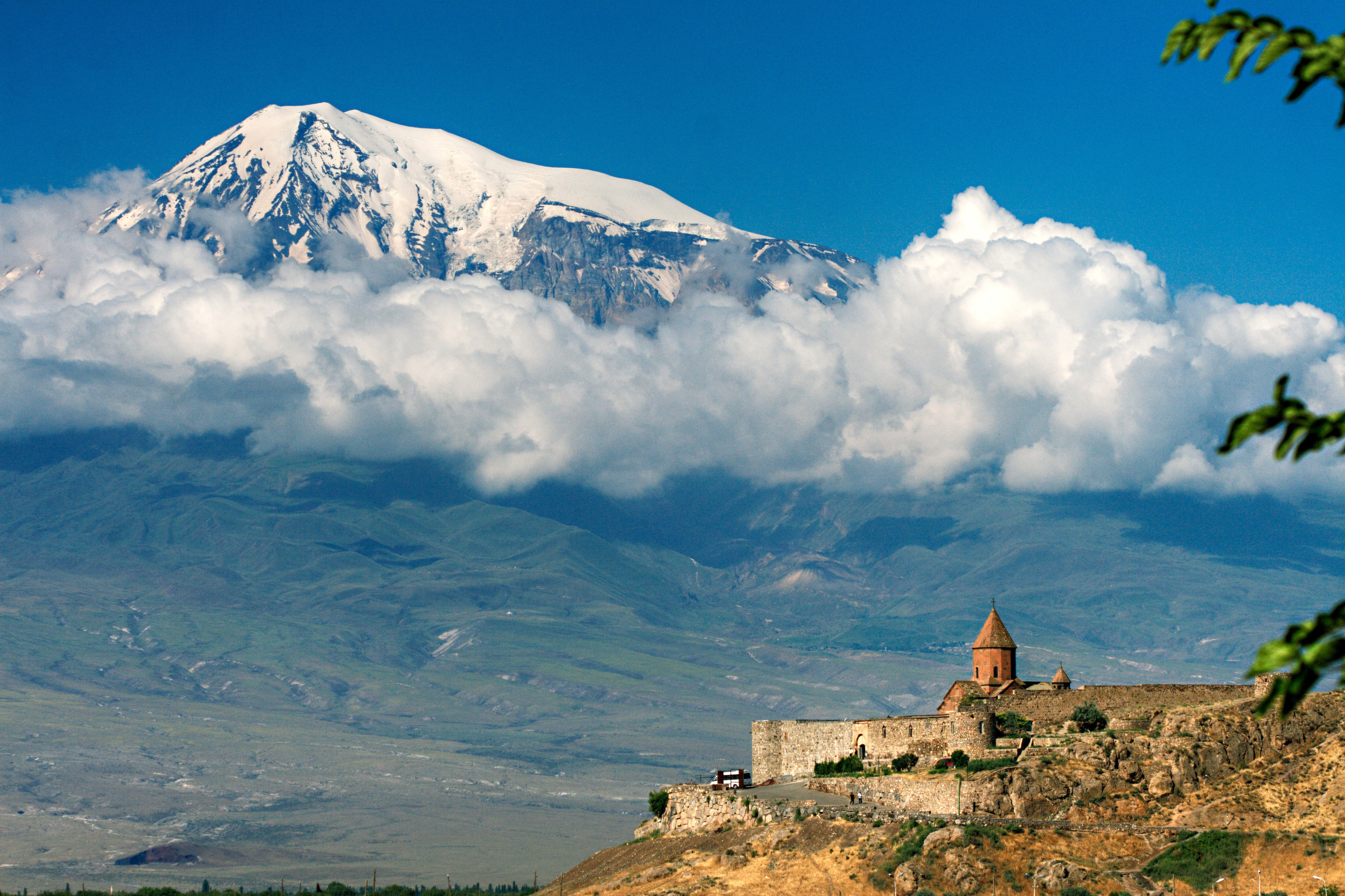
北方亞拉拉特山的霍爾維拉普修道院

亚美尼亚是首个将基督宗教作为国教的国家，该事件历史上可追溯至公元301年。
亚美尼亚的主要宗教是基督宗教，教会历史可追溯至公元1世纪。根据记载，耶稣十二使徒中的赛迪斯和巴多羅買于公元40-60年间在亚美尼亚宣扬基督信仰，设立亚美尼亚使徒教会，3世紀後創立亞美尼亞禮。亚美尼亚超过93%基督徒属于亚美尼亚使徒教会，屬於东方正统教会（非迦克墩），是一个非常仪式化、保守的教会，大致相当于科普特和叙利亚的教会。亚美尼亚使徒教会只跟東正教交流。
亚美尼亚福音派教会在亚美尼亚的一生中，有着非常客观和有利的存在，超过数千名成员遍布全国各地，其历史可以追溯到1846年亚美尼亚君士坦丁堡教会利用教会，为亚美尼亚使徒教会培养合格的神职人员。
其他基督教派的信仰修炼，基于亚美尼亚尼西亚信经是圣言、亚美尼亚兄弟教会、浸礼宗等新教社区的五旬节派分支，被称为亚美尼亚现存的最古老的被苏联官方和长老会承认的教派。

## 军事

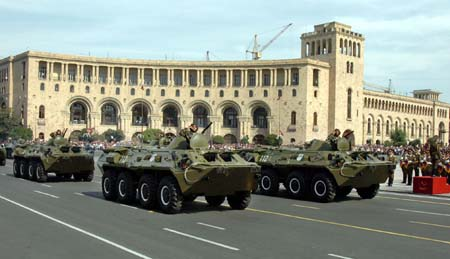
亚美尼亚陸軍BTR-80裝甲車

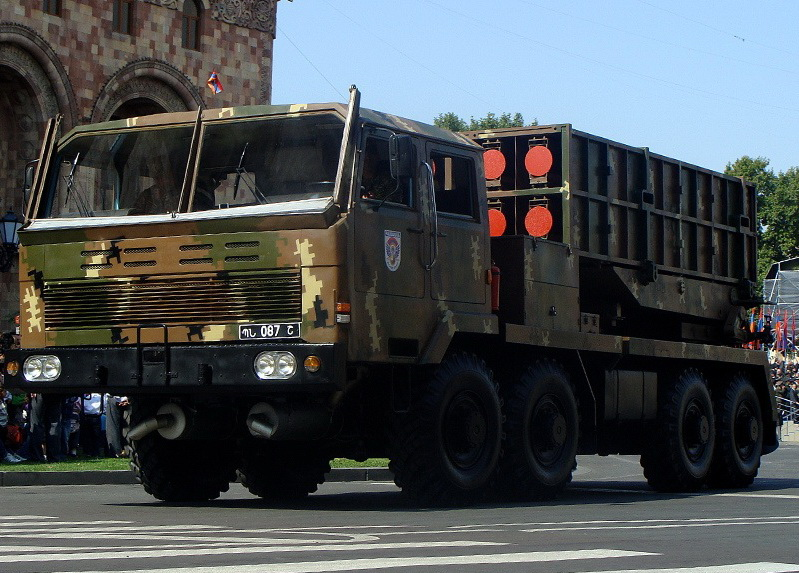
从中國進口的WM-80多管火箭

亚美尼亚国民军组建于1992年1月28日。亚军总兵员43553人（另有文职人员14800人），编制为5个步兵军、2个航空兵基地、1个防空导弹旅、2个防空导弹团、1个雷达团。另有20万预备役。
主要为俄制武器，陆军有31辆T-90s坦克、101辆T-72坦克，以及8辆T-55坦克；空军装备有15架苏-25、18架苏-30、1架米格-25，以及16架米-24武装直升机，除此之外还有一些中国和印度进口的武器。

## 延伸阅读
[在维基数据编辑]
 《新元史/卷255》，出自柯劭忞《新元史》